# Marin Gașpar
Marin Gașpar (ur. 5 sierpnia 1917 w Zimnicei) – rumuński pięściarz. Zdobywca czwartego miejsca w Mistrzostwach Europy w 1937 wadze piórkowej. Uczestnik Igrzysk Olimpijskich w 1936 w Berlinie. Na igrzyskach wziął udział w turnieju wagi koguciej. W pierwszej walce turnieju przegrał decyzją sędziów z Niemcem Wilhelmem Staschem.